# 1295 Deflotte
Az 1295 Deflotte (ideiglenes jelöléssel 1933 WD) egy kisbolygó a Naprendszerben. Louis Boyer fedezte fel 1933. november 25-én, Algírban.